# مذنب مفقود

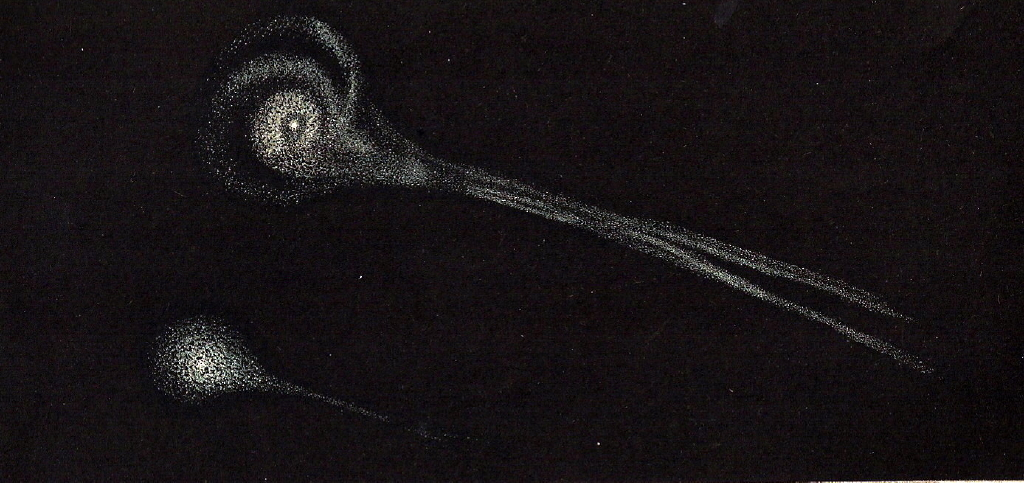
شوهد المذنب بييلا في قطعتين في 1846، ولم يلاحظ منذ 1852

المذنب المفقود هو مذنب اكتشف في وقت سابق ثم لم يعد من الممكن ملاحظته، لأنه لم من البيانات ما يكفي لحساب مدار المذنب والتنبؤ بموقعه.
هو المذنب قصير الدورة الذي اكتشفه بيلى في عام 1928 وتبلغ دورته حوالي 6.75 سنة، في يناير 1846 انقسم المذنب فجأة إلى جزئين يتزايد البعد بينهما دائماً, وقد بلغت المسافة بين الجزئين في عام 1852 حوالي 2.5 مليون كم، ومنذ ذلك التاريخ لم ير المذنب ثانية ويحتمل أن يكون الجزءان قد تفككا كلية، ظهر بدلا من الجزئين متأخرا تيار شديد من الشهب, هو تيار البيليات أو المسلسلات، التي تتطابق عناصر مدارها مع المدار السابق للمذنب، ومحتمل أن يكون هذا التيار قد تطور من بقايا المذنب.
المصدر: الموسوعة الفلكية